# Jugorski poluotok
Jugorski poluotok (rus. Югорский полуостров) je veliki poluotok u Nenetskom autonomnom okrugu, Rusija. Ograničeno je Hajpudirskim zaljevom u Pečorskom moru na zapadu i Bajdaratskim zaljevom u Karskom moru na sjeveru i istoku.
U usporedbi s Barentsovim morem, koje prima relativno tople struje iz Atlantskog oceana, Karsko more je puno hladnije, ostaje zaleđeno više od devet mjeseci godišnje. Tako je često, u proljeće i jesen, istočna obala Jugorskog poluotoka zaleđena, dok je zapadna obala čista od leda.
Na sjeverozapadnom kraju ovog poluotoka leže Jugorski tjesnac, a iza njega otok Vajgač. Gorje Pay-Khoy pokriva poluotok i proteže se od sjeverozapada prema jugoistoku.
Na jugoistočnom kraju poluotoka nalazi se meteorski krater Kara, dok nalazište Ust-Kara leži u pučini, 15 km istočno od malog Karskog zaljeva. Ranije se vjerovalo da su ova dva mjesta dva odvojena kratera i da su formirali dvostruku udarnu strukturu od velikog udara meteorita u kasnoj kredi. Međutim, čini se da nalazište Ust-Kara ne postoji kao zasebno nalazište. Očigledno su suevitni izdanci udarne strukture Ust-Kara samo dio strukture udarne strukture Kare. (Hodge 1994. i NASA 1988.)

## Vanjske poveznice
|  | Zajednički poslužitelj ima još gradiva o temi Jugorski poluotok |

- Permafrost:   Arhivirana inačica izvorne stranice od 6. lipnja 2011. (Wayback Machine)
- Prizemni led:
- Udarne strukture Kara i Ust-Kara: ,   Arhivirana inačica izvorne stranice od 7. lipnja 2010. (Wayback Machine) i